# 朱马店镇
朱马店镇，是中华人民共和国安徽省淮南市凤台县下辖的一个乡镇级行政单位。

## 行政区划
朱马店镇下辖以下地区：
马店村、徐桥村、毕湾村、联民村、清泉村、利民村、徐王村、永幸村、肖集村、秦刘村、刘古城村、刘桥口村、北刘集村、康圩村和李庙村。